# 楼山街道
楼山街道是中国山东省青岛市李沧区下辖的一个街道。

## 行政区划
楼山街道下辖楼山社区、刘家社区、徐家社区、石家社区、西南渠社区、楼山后社区、翠湖社区。